# Большие Пустынки
Большие Пустынки — деревня в Островском районе Псковской области. Входит в состав Воронцовской волости.
Расположена на правом берегу реки Черёха, при впадении в неё реки Дубня, в 43 км к северо-востоку от города Остров и в 19 км к северо-востоку от волостного центра, села Воронцово. Севернее, ниже по течению Черёхи, находится деревня Малые Пустынки.
Численность населения деревни по состоянию на 2000 год составляет 21 житель.
До 2005 года деревня входила в состав ныне упразднённой Шаркуновской волости с центром в д.Погорелка.
В настоящее время населённого пункта и, расположенных рядом с ним некогда населённых пунктов Малые Пустынки, Ступино (Островский район) не существует.